# Mù Cu
Mù Cu is een onbewoond schiereiland in het district Lý Sơn, een van de districten van de Vietnamese provincie Quảng Ngãi. Mù Cu is feitelijk een rotspunt dat boven de zeespiegel uitsteekt. Het is met een kleine dijk verbonden met het eiland Lớn.